# Luis Duguernier
Luis Duguernier  (1550 – 1620) Pintor francés. Se distinguió como miniaturista, hizo los retratos de los principales personajes de su tiempo, y adornó breviarios y horarios con pinturas verdaderamente notables. Se cita especialmente, como una de las mejores obras, un libro de oraciones para el duque de Guisa, en el que representó con los atributos propios de los santos a las mujeres más hermosas de la época.
- Datos: Q5983194